# Cratoptera viridirufa
Cratoptera viridirufa là một loài bướm đêm trong họ Geometridae.